# St. Sebastian (Geifertshofen)

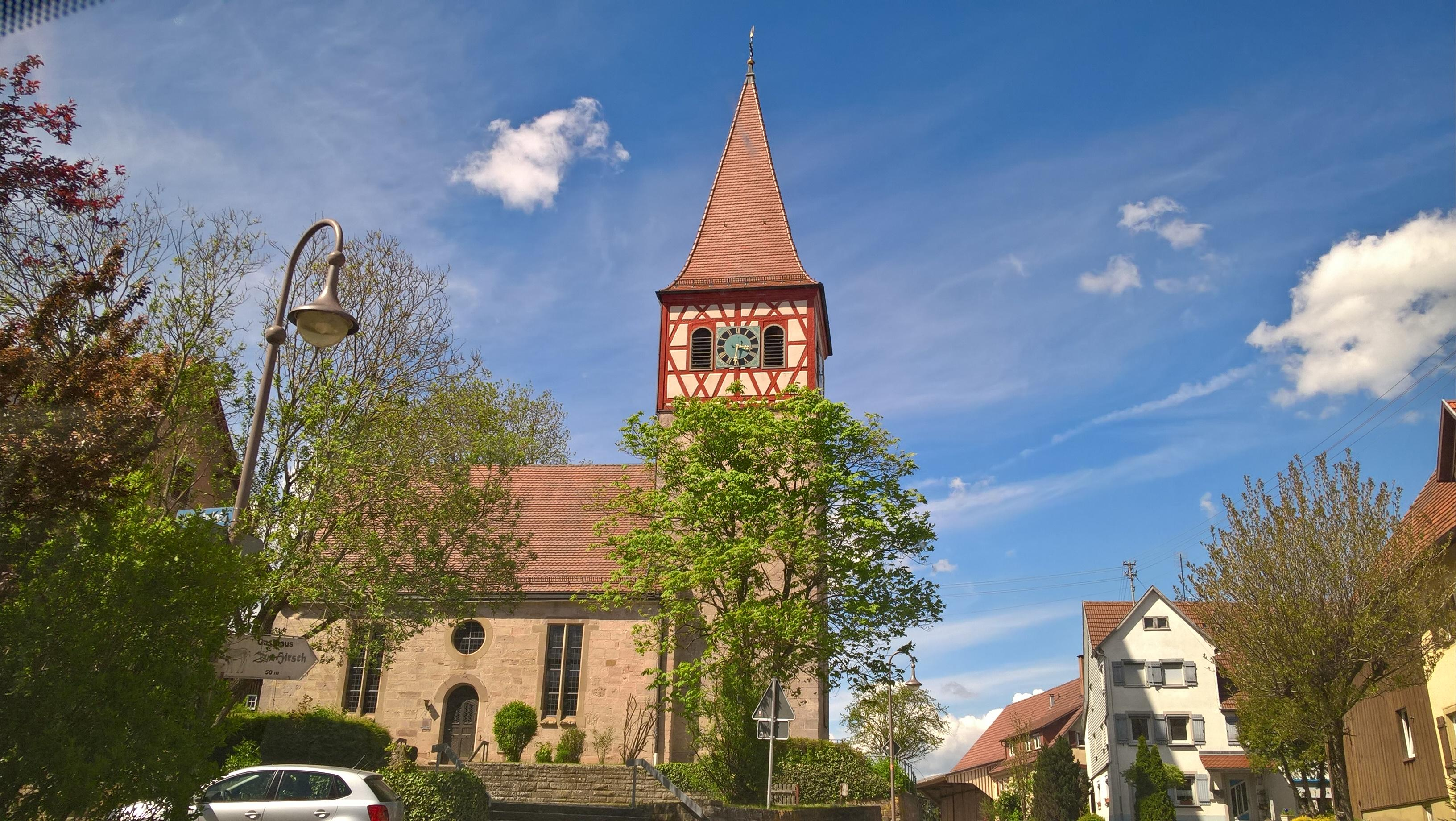
St. Sebastian in Geifertshofen

Die evangelische Pfarrkirche St. Sebastian steht in Geifertshofen, einem Ortsteil der Gemeinde Bühlerzell im Landkreis Schwäbisch Hall von Baden-Württemberg. Das Bauwerk ist beim Landesamt für Denkmalpflege Baden-Württemberg als Baudenkmal eingetragen. Die Kirchengemeinde gehört zum Kirchenbezirk Gaildorf der Evangelischen Landeskirche in Württemberg.

## Beschreibung
Die Saalkirche besteht aus einem Langhaus und einem mittelalterlichen Chorturm im Osten. Nach ihrer Zerstörung bei einem Brand 1626 wurde sie mit Hilfe einer Brand- und Glockensteuer jedoch schnell wieder aufgebaut. Sie wurde 1902 nach Plänen von Heinrich Dolmetsch grundlegend umgebaut. Dabei wurde der Chorturm mit einem Geschoss aus Holzfachwerk aufgestockt, das die Turmuhr und den Glockenstuhl beherbergt, und mit einem spitzen Helm bedeckt.
Die Kirchenausstattung stammt aus der Umbauzeit.